# Ryan Moore
Ryan Moore (Tacoma, 5 december 1982) is een Amerikaanse professional golfer. In 2009 werd hij mede-eigenaar van Scratch Golf, een bedrijf dat handelt in golfmaterialen, en speelde met hun stokken. Een jaar later trok hij zich terug uit Scratch Golf en sloot een contract met Adams Golf.

## Amateur
Hoewel zijn middelbare school geen eigen golfmogelijkheden had, kreeg Moore toch de kans veel te spelen. In 2000 won hij het Amerikaans Jeugdkampioenschap en in 2001 won hij individueel het Washington Scholenkampioenschap. Hij kreeg een studiebeurs voor de UNLV in Las Vegas, waar hij in 2005 afstudeerde in communicatie en public relations.
Als amateur speelde hij twee keer in de Masters: in 2003 eindigde hij op de 56ste plaats en in 2005 zelfs op de 13de plaats. Eind 2005 ontving hij de Haskins Award als beste Amerikaanse studerende golfer.
Terwijl hij studeerde won hij enkele grote amateurtoernooien, o.a.:
- 2002: US Amateur Public Links
- 2004: US Amateur, Western Amateur, US Amateur Public Links, NCAA individueel kampioenschap.

## Professional
Moore werd in 2005 professional. Als winnaar van het US Amateur was hij uitgenodigd voor het US Open, maar die uitnodiging verviel toen hij professional werd. Hij had een goede start als pro en werd 2de in het Canadees Open. Hij werd in totaal 14 keer voor toernooien uitgenodigd en verdiende in zijn eerste seizoen bijna US$ 700.000. Hij steeg naar de 113de plaats op de ranglijst en kreeg een spelerskaart voor de Amerikaanse PGA Tour van 2006.
In 2006 verloor hij twee maanden omdat hij aan zijn pols werd geopereerd maar desondanks verdiende hij ruim US$ 1.000.000 en kwam in de top-100 van de Official World Golf Ranking (OWGR). In 2011 staat hij in de top-64 van de OWGR en speelt hij in de WGC Matchplay.

### Gewonnen
PGA Tour
| Nr. | Datum            | Toernooi                             | Score           | Score | Info                                            |
| --- | ---------------- | ------------------------------------ | --------------- | ----- | ----------------------------------------------- |
| 1   | 23 augustus 2009 | Wyndham Championship                 | 64-65-70-65=264 | –16   | Won de play-off van Jason Bohn en Kevin Stadler |
| 2   | 7 oktober 2012   | Shriners Hospitals for Children Open | 61-68-65-66=260 | –24   |                                                 |
| 3   | 28 oktober 2013  | CIMB Classic                         | 63-72-69-70=274 | –14   | Won de play-off van Gary Woodland               |
| 4   | 2 november 2014  | CIMB Classic                         | 68-69-67-67=271 | –17   |                                                 |